# Popoli
Popoli är en ort och kommun i provinsen Pescara i regionen Abruzzo i Italien. Kommunen hade 4 945 invånare (2018).